# 후배위

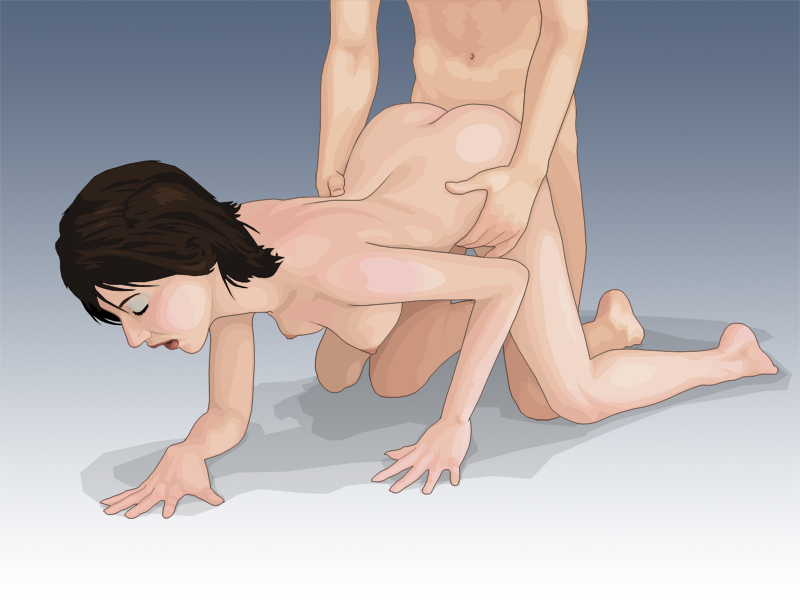
후배위의 도해

후배위(後背位, Doggy style)는 한 사람이 엎드리거나, (보통 손과 무릎을 바닥에 대고) 네발로 기거나, 복부를 바닥에 대고 누운 상태에서 성교나 다른 형태의 성적 삽입 또는 기타 성행위를 하는 체위이다. 후배위는 후방 삽입 체위의 한 형태로, 다른 후방 삽입 체위로는 받는 쪽 파트너가 옆으로 누워있는 측위나 역기승위가 있다. 삽입이 없는 성행위도 이러한 자세로 할 수 있으며 이 역시 후배위로 간주된다.
가장 흔히 사용되는 체위는 아니지만, 남성들이 선호하는 체위로 여겨지며, 여성들의 경우 역기승위를 선호한다. 성관계 파트너 사이에서 후배위를 받는 사람은 보통 수동적이고 다른 파트너가 능동적이다(때로는 후배위를 받는 사람이 뒤에 있는 파트너 쪽으로 움직이는 경우 반대가 될 수도 있다). 두 파트너 중 어느 쪽이든 주도적이거나 순응적인 역할을 할 수 있다.

## 역사와 어원

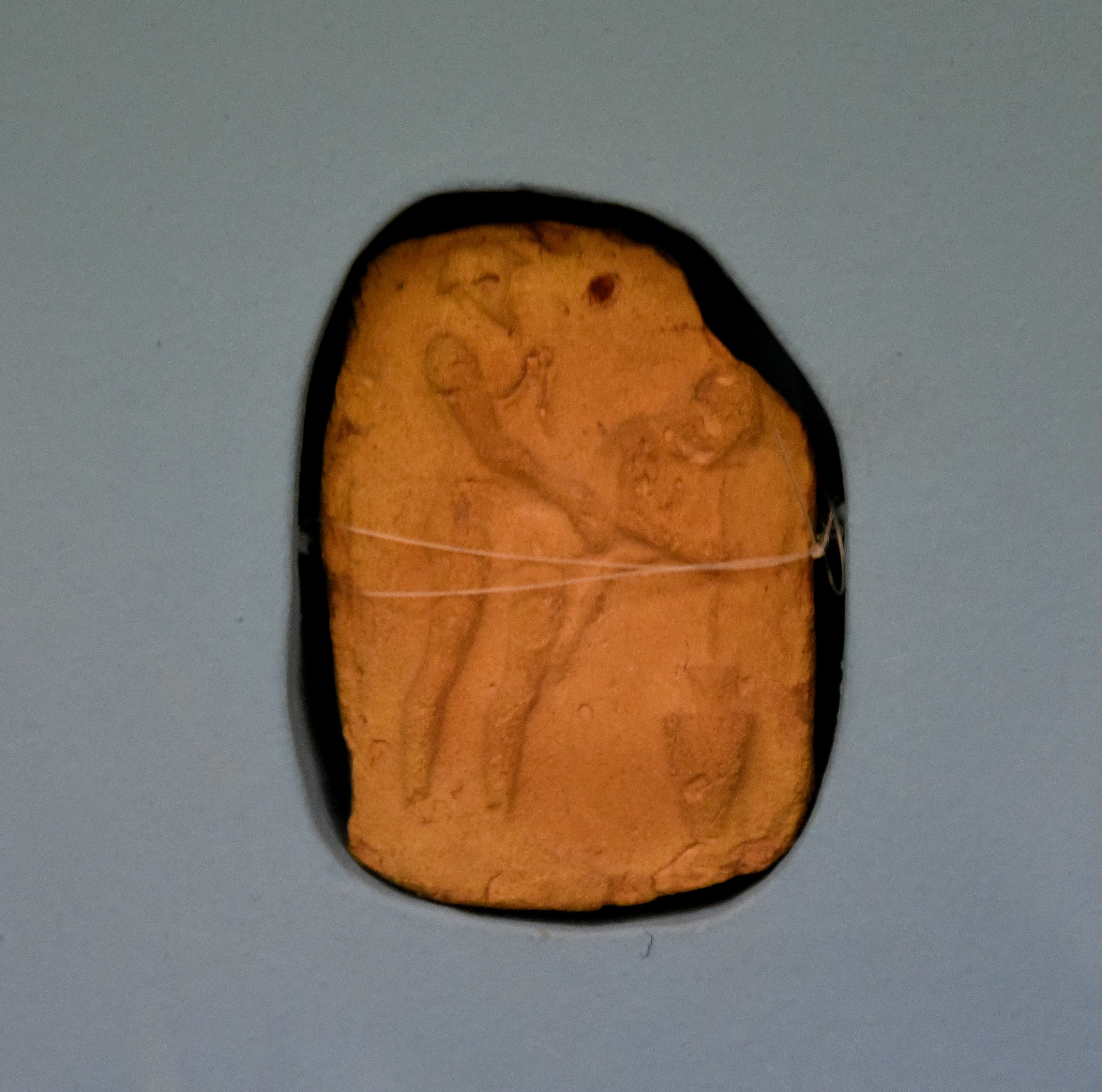
남녀 간의 후배위 성교를 묘사한 성애적 부조. 이라크, 고바빌로니아 시대(기원전 2000-1500년). 이스탄불 고대 동양 박물관 소장.

고대 로마에서는 이 행위를 코이투스 모레 페라룸(라틴어: coitus more ferarum, "야생 짐승의 방식을 따른 성교")이라고 했다. 《카마수트라》에서는 "소의 자세" 또는 "소의 교합"이라고 표현되어 있으며, 《향기로운 정원》에도 기록되어 있다.

## 방식
받는 쪽 파트너가 취하는 자세는 로도시스 행동과 유사한데, 이 행동은 많은 암컷 포유류에서 관찰되는 신체 자세로 특히 성교나 교미 준비가 되었을 때 나타나며, 주된 특징은 척추의 복부 쪽 만곡이다. 후방에서 질 삽입을 할 때는 음경이 질 속 더 깊이 들어갈 수 있어 질의 후벽과 우선적으로 접촉하게 되며 아마도 후방 질원개까지 닿을 수 있다. 반면 정상위 체위에서는 질의 전벽과 우선적으로 접촉하며 음경 끝이 전방 질원개에 닿을 수 있다.
이 자세에서는 받는 쪽 파트너가 능동적인 파트너에게 암묵적으로 자신의 신체에 대한 전권을 부여한다. 다른 잠재적 성행위 외에도 능동적인 파트너는 받는 쪽 파트너의 성감대(생식기, 유두, 엉덩이 등)를 마사지하거나 자극할 수 있고, 스팽킹을 하거나 딜도나 바이브레이터와 같은 성인용품을 질이나 항문에 삽입할 수도 있다. 후배위는 참여자들에게 성적 흥분이나 자극을 줄 수 있다.

## 장단점
후배위는 어느 한쪽 파트너가 요통이나 기타 의학적 상태를 가지고 있을 때 선호되는 체위가 될 수 있다. 후배위 중에는 음낭이 때때로 음핵과 마찰을 일으켜 여성에게 오르가즘이나 성적 자극을 줄 수 있다. 일부 여성의 경우 후배위 성교가 'G스팟'이라고 불리는 부위를 자극하는 데 도움이 된다. 하지만 이 자세는 음핵 자극이 최소한으로만 이루어질 수 있어서 일부 여성은 오르가즘에 이르기 위해 손가락 자극이 필요할 수 있다. 그러나 일부 남성은 후배위 성교 중에 음경과 음낭으로 동시에 음핵을 자극할 수 있다.
후배위는 스리섬과 같은 집단 성행위에서 이점을 제공한다. 후배위는 수동적인 파트너가 남성 참여자에게 구강성교를 하거나("스핏로스트"라고 함) 여성 참여자에게 커닐링구스를 할 수 있게 한다.
일부 여성들은 이 자세에서 취약함을 느낄 수 있는데, 이는 받는 쪽이 능동적인 파트너에게 어느 정도의 신뢰와 통제권을 양도해야 하기 때문이다. 하지만 일부 여성들은 이러한 파트너에 대한 통제권 이양을 흥분되게 느낀다. 바바라 키슬링의 저서 《성적 쾌락》(Sexual Pleasure)에 따르면, 많은 안정된 커플들이 후배위가 관계를 확인시켜주는 것으로 여긴다.
일부는 후배위가 낭만적이지 않다고 여긴다. 눈맞춤과 입맞춤이 더 어렵기 때문에 이 자세는 덜 친밀하다고 여겨지기도 한다. 그러나 2018년 밀레니얼 세대를 대상으로 한 조사에서 가장 인기 있는 성교 체위로 나타났다.

## 자세
삽입후 편안한 자세를 잡고 다리를 밀고당기며 골반을 흔들어주면 된다. 힙브릿지, 닐링스쿼트등의 운동으로 자세를 연습할수 있으며 춤에서는 트월킹 춤등을 참조하는것이 좋다. 성인물 남자배우들의 몸동작을 참조하여 따라해보는것도 도움이 된다. 너무 강하게 움직일경우 고관절이나 척추의 부상이 생길수 있으므로 가볍게 모멘텀을 발생시키며 움직이는것이 좋다. 
입구쪽에서부터 얕게 삽입하며 각도를 잡는것이 좋으며, 질을 둘러싸고 있는 근육들이 물방울 모양인것을 고려하여 여러 부위를 자극하며 여유있게 즐기는것이 좋다. 질은 수축,이완하는 조직이며 삽입후 모양에 맞게 수축할때까지 잠시 멈추었다 움직이는 것이 좋다. 가만히 삽입하고 있는것만으로 기분이 좋기때문에 강박적으로 삽입운동을 할 필요는 없다.

## 같이 보기
- 페깅